# Radio arabe de Berlin
 (février 2024).
Si vous disposez d'ouvrages ou d'articles de référence ou si vous connaissez des sites web de qualité traitant du thème abordé ici, merci de compléter l'article en donnant les références utiles à sa vérifiabilité et en les liant à la section « Notes et références ».
La radio arabe de Berlin est une station de radio créée à Berlin pendant la Seconde Guerre mondiale. 

## Historique et description

### Historique
C'est une chaine radio adressée au monde arabe, fondée avant et pendant la Seconde Guerre mondiale.
L'Allemagne a fait de nombreux efforts pour gagner le cœur et l'esprit des musulmans. Afin d'attirer les auditeurs arabes à l'écoute de la radio de Berlin, le diffuseur Younes Bahri a demandé au ministre de l'Éducation du peuple et de la Propagande du Reich Joseph Goebbels d'autoriser la diffusion de versets du Coran au début de l'émission de radio ; Goebbels a hésité mais a transmis la proposition à Hitler, qui l'a acceptée. Younes Bahri a en effet expliqué que la diffusion du Coran attirerait l'attention des auditeurs arabes à la Radio arabe de Berlin au détriment de la radio britannique BBC, qui ne diffusait alors pas le Coran.
Radio Berlin a ainsi attiré l'attention des auditeurs arabes ; après un certain temps, la Grande-Bretagne a compris cette évolution et la BBC a également commencé à diffuser des versets de Coran.

### Son équipe
L'équipe comprend Younes Bahri mais également Taqi al-Din Hilali dans un rôle de supervision, ainsi que Rashid Al-Kilani.

### Contenu éditorial
Il a été publié par le magazine mensuel Al-Jahir, édité par la rdio elle-même, et Younes Bahri a publié un ouvrage en huit volumes sur ce qui a été diffusé sur la radio arabe de Berlin.

### Son rôle historique
Les sentiments arabes ont été exposés aux auditeurs pendant la Seconde Guerre mondiale dans le but d'amener les Arabes d'Allemagne à soutenir la cause du Reich. Les émissions de la radio ne relaient pourtant à ce moment-là aucun des symboles des mouvements nationaux et arabes, mais ces références figurent dans les archives.